# Louis IV de Looz
Louis IV de Looz, mort le 19 janvier 1336, est comte de Chiny (Louis VI) de 1310 à 1336 et comte de Looz de 1323 à 1336. Il est fils d'Arnoul V, comte de Looz et de Chiny, et de Marguerite de Vianden.

## Biographie
Son père lui donne Chiny en 1313, puis abdique à Looz en 1323. Il soutient le prince-évêque de Liège dans plusieurs conflits, notamment le 4 février 1325 lorsque des émeutiers attaquent le château de Momalle. Plus tard, Louis sert de médiateur dans le conflit.
Il épouse en 1313 Marguerite de Lorraine († 1348), veuve de Guy de Dampierre, comte de Zélande et fille de Thiébaud II, duc de Lorraine et d'Isabelle de Rumigny. Ils n'ont pas d'enfants, et son neveu Thierry de Heinsberg lui succède.
En 1331, il donne à son neveu Arnoul d'Oreye, ainsi qu’à sa mère Jeanne, la pleine possession de la seigneurie de Rummen (Rumigny).

## Source
- (nl) Cet article est partiellement ou en totalité issu de l’article de Wikipédia en néerlandais intitulé « Lodewijk IV van Loon » (voir la liste des auteurs).